# Progressiva alliansen

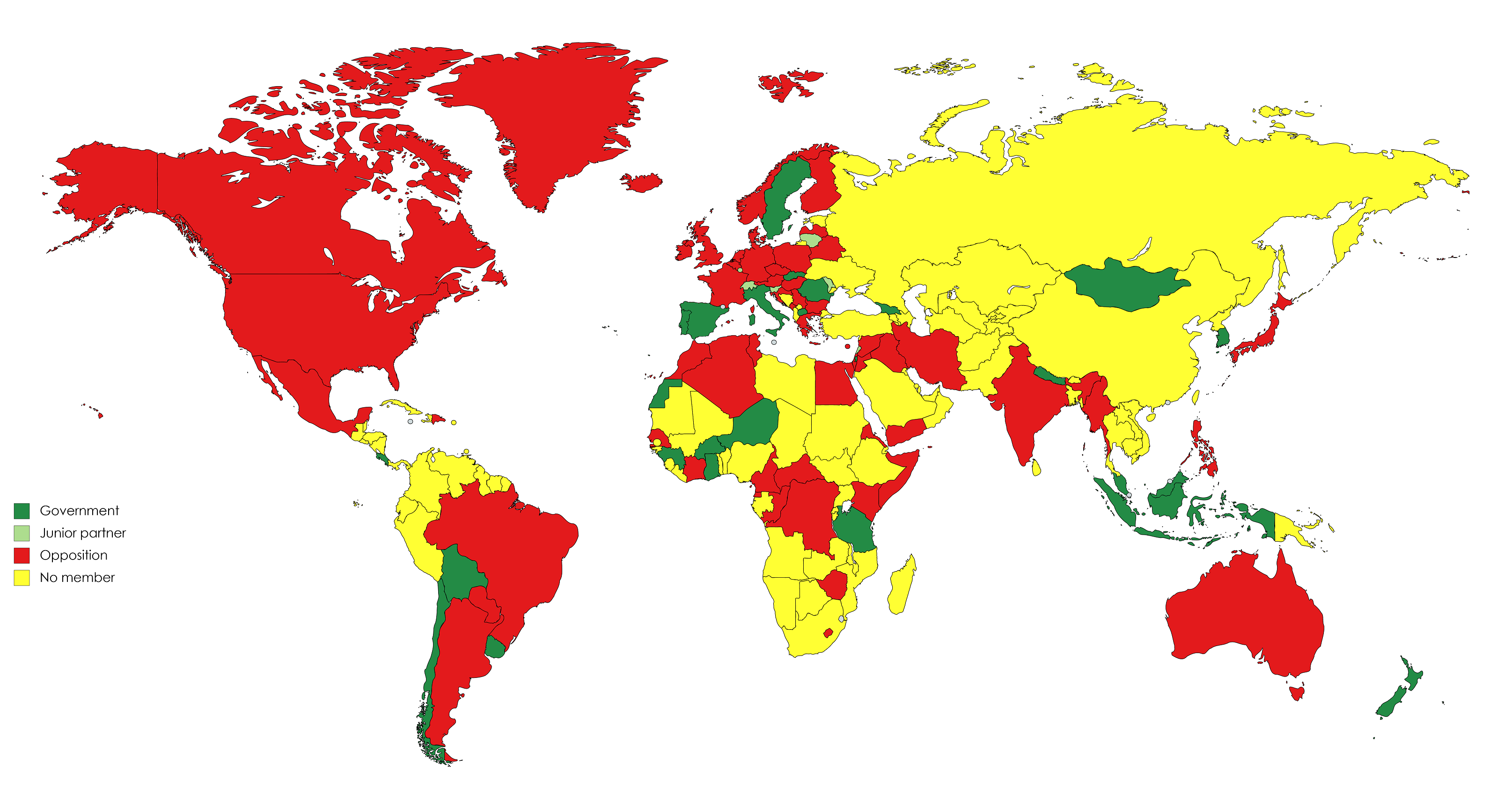
Länders relation till Progressiva Alliansen, september 2018:
I regering.
I opposition.
Deltar ej.

Progressiva alliansen (engelska: Progressive Alliance) är ett internationellt nätverk av 80 socialdemokratiska, socialistiska och progressiva partier från hela världen. Det grundades den 22 maj 2013 i Leipzig, på initiativ av Tysklands socialdemokratiska parti (SPD) med deras dåvarande partiordförande Sigmar Gabriel i spetsen. Många av EU:s socialdemokratiska partier i Socialistinternationalen (SI) har sedan dess gått över till Progressiva Alliansen, inklusive Socialdemokraterna (SAP) i Sverige.

## Bakgrund och grundande
Sigmar Gabriel hade i mars 2011 kritiserat Socialistinternationalen eftersom den kritiserat de auktoritära ledarna Zine el-Abidine Ben Ali och Hosni Mubarak från Konstitutionell demokratisk samling och Nationella demokratiska partiet först efter att de störtats i den arabiska våren i Tunisien och Egypten. Även Front Populaire Ivoirien fick vara kvar fram till att inbördeskriget i Elfenbenskusten startade. Sigmar Gabriel krävde omedelbar uteslutning av liknande partier, som en gång var skapade ur en nationell befrielserörelse, och som därför var medlemmar i Socialistinternationalen trots att de var odemokratiska. Gabriel klagade på att organisationen fastnat i stela mönster, och inte längre var en "röst för frihet". Han uppmanade tillsammans med det brittiska Labour, det holländska Partij van de Arbeid och svenska Socialdemokraterna till en grundläggande reform av organisationen, och hotade att annars skulle de lämna Internationalen och skapa ett alternativt nätverk. I januari 2012 hotade Gabriel igen med att inte betala SPD:s årliga medlemsavgift på 100 000 pund, vilket hade gjort föreningen till en av de största bidragsgivarna till Internationalen.
Mellan 14 och 15 december 2012 bjöd Demokratiska partiet i Italien in till det första mötet för framtida partier i Progressiva Alliansen i Rom. Vid detta tillfälle kom man överens om att grunda den nya föreningen  i maj 2013 i Leipzig, Tyskland. I januari 2013 beslutade det verkställande utskottet i brittiska Labour att dra tillbaka sin observatörsstatus i Internationalen. De motiverade det med "etiska tveksamheter". Ett nytt förberedande möte för grundandet av Progressiva Alliansen ägde rum 4-5 februari 2013 i portugisiska Cascais bredvid ett möte som Socialistiska Internationalen hade. SPD minskade sitt bidrag till den lägsta medlemsavgiften på 5 000 pund, och ändrade sin roll i Internationalen till observatörsstatus. Det socialdemokratiska partiet i Österrike (SPÖ) och Gruppen Progressiva förbundet av socialdemokrater i Europaparlamentet (S&D) gjorde likadant.
Det konstituerande mötet för Progressiva Alliansen ägde rum den 22 maj 2013, dagen innan firandet av 150-årsdagen av SPD:s grundande i Leipzig.
Progressiva Alliansen innefattar även vänsterorienterade partier som inte uttryckligen delar en socialdemokratisk tradition eller som inte var företrädda i Socialistinternationalen, såsom Demokraterna i USA, den Kongresspartiet i Indien, det brasilianska Partido dos Trabalhadores eller italienska Partito Democratico. Det senare har gått med i Europeiska socialdemokratiska partiet och ansluter sig därmed öppet till den socialdemokratiska partifamiljen, medan Demokraterna, Kongresspartiet och Partito Democratico inte deltog i Tunis februari 2014 när alliansens andra konferens efter grundandet ägde rum. Vid konferensen i Berlin i mars 2017 deltog representanter från dessa tre länder igen.

## Deltagare
| Land                          | Parti                                                                       |
| ----------------------------- | --------------------------------------------------------------------------- |
| Egypten                       | Egyptiska socialdemokratiska partiet                                        |
| Angola                        | Movimento Popular de Libertação de Angola                                   |
| Ekvatorialguinea              | Convergencia para la Democracia Social                                      |
| Argentina                     | Partido Socialista (Argentina)                                              |
| Australien                    | Australian Labor Party                                                      |
| Belgien                       | Parti Socialiste (Belgien)                                                  |
| Belgien                       | Socialistische Partij Anders                                                |
| Bolivia                       | Movimiento al Socialismo (Bolivia)                                          |
| Bolivia                       | Movimiento sin Miedo (Bolivia)                                              |
| Brasilien                     | Partido dos Trabalhadores                                                   |
| Brasilien                     | Partido Socialista Brasileiro                                               |
| Bulgarien                     | Bulgarische Sozialistische Partei (BSP)                                     |
| Burkina Faso                  | Parti pour la démocratie et le progrès/Parti socialiste                     |
| Chile                         | Partido Socialista de Chile                                                 |
| Chile                         | Partido por la Democracia                                                   |
| Danmark                       | Socialdemokraterne                                                          |
| Demokratiska republiken Kongo | Unionen för demokrati och social utveckling                                 |
| Tyskland                      | Sozialdemokratische Partei Deutschlands                                     |
| Dominikanska republiken       | Partido Revolucionario Moderno                                              |
| Dominikanska republiken       | Partido Revolucionario Dominicano                                           |
| Elfenbenskusten               | Cap Union for Democracy and Development                                     |
| Eritrea                       | Eritrean Peoples' Democratic Party                                          |
| Finland                       | Socialdemokraterna (Finland)                                                |
| Frankrike                     | Socialistiska partiet (Frankrike)                                           |
| Georgien                      | Georgisk dröm – demokratiska Georgien                                       |
| Ghana                         | National Democratic Congress                                                |
| Grekland                      | PASOK                                                                       |
| Grenada                       | National Democratic Congress                                                |
| Guinea                        | Guineanska folkets samling                                                  |
| Indien                        | Kongresspartiet                                                             |
| Indien                        | Samajwadi Party                                                             |
| Indonesien                    | Partai Demokrasi Indonesia Perjuangan                                       |
| Indonesien                    | Nasdem Party                                                                |
| Irak                          | PUK (Kurdistans Patriotiska Union)                                          |
| Irak                          | Parti Sosyalisti Demokrati Kurdistan                                        |
| Irland                        | Arbetarpartiet (Irland)                                                     |
| Israel                        | Israeliska arbetarpartiet                                                   |
| Israel                        | Meretz                                                                      |
| Italien                       | Partito Democratico                                                         |
| Jemen                         | Jemenitiska socialistiska partiet                                           |
| Jordanien                     | Jordaniska demokratiska folkpartiet                                         |
| Kamerun                       | Front Social Démocratique                                                   |
| Kanada                        | Nya demokratiska partiet (Kanada)                                           |
| Kenya                         | Labour Party of Kenya                                                       |
| Kroatien                      | Kroatiens socialdemokratiska parti                                          |
| Lettland                      | Harmoni (Lettland)                                                          |
| Libanon                       | Socialistiska framstegspartiet                                              |
| Litauen                       | Litauens socialdemokratiska parti                                           |
| Luxemburg                     | Socialistiska arbetarpartiet                                                |
| Malaysia                      | Democratic Action Party                                                     |
| Marocko                       | Union Socialiste des Forces Populaires                                      |
| Mauretanien                   | Rassemblement des Forces Démocratiques                                      |
| Mauritius                     | Mauritian Militant Movement                                                 |
| Makedonien                    | Makedoniens socialdemokratiska union                                        |
| Mexiko                        | Partido de la Revolución Democrática                                        |
| Mexiko                        | Partido de la Revolución Democrática                                        |
| Moldavien                     | Demokratiska partiet i Moldavien                                            |
| Mongoliet                     | Mongoliska folkets revolutionära parti                                      |
| Montenegro                    | Socijaldemokratska partija Crne Gore                                        |
| Montenegro                    | Demokratska partija socijalista Crne Gore                                   |
| Myanmar                       | Democratic Party for a New Society                                          |
| Nepal                         | Nepali Congress                                                             |
| New Zealand                   | New Zealand Labour Party                                                    |
| Nederländerna                 | Partij van de Arbeid                                                        |
| Niger                         | Nigerien Party for Democracy and Socialism                                  |
| Norge                         | Arbeiderpartiet                                                             |
| Österrike                     | Sozialdemokratische Partei Österreichs                                      |
| Östtimor                      | FRETILIN                                                                    |
| Pakistan                      | Awami                                                                       |
| Pakistan                      | Nationalistpartiet (Pakistan)                                               |
| Palestina                     | Fatah                                                                       |
| Palestina                     | Palestinskt nationellt initiativ                                            |
| Paraguay                      | Partiet för ett solidariskt land                                            |
| Filippinerna                  | Akbayan                                                                     |
| Polen                         | Demokratiska vänsterförbundet                                               |
| Portugal                      | Socialistpartiet (Portugal)                                                 |
| Rumänien                      | Socialdemokratiska partiet (Rumänien)                                       |
| São Tomé och Príncipe         | Movimento de Libertação de São Tomé e Príncipe                              |
| Sverige                       | Sveriges socialdemokratiska arbetareparti                                   |
| Schweiz                       | Socialdemokraterna (Schweiz)                                                |
| Senegal                       | Senegals Socialistiska Parti                                                |
| Serbien                       | Demokratiska partiet (Serbien)                                              |
| Zimbabwe                      | Rörelsen för demokratisk förändring                                         |
| Slovenien                     | Socialdemokraterna (Slovenien)                                              |
| Somalia                       | Somali Social Unity Party                                                   |
| Spanien                       | Spanska socialistiska arbetarpartiet                                        |
| St. Lucia                     | Saint Lucias Arbetarparti                                                   |
| Sydkorea                      | Demokratiska partiet                                                        |
| Swaziland                     | People's United Democratic Movement                                         |
| Swaziland                     | Swazi Democratic Party                                                      |
| Syrien                        | Syrian Democratic People's Party                                            |
| Tanzania                      | Revolutionära statspartiet                                                  |
| Tjeckien                      | Tjeckiens socialdemokratiska parti                                          |
| Tunisen                       | Demokratiskt forum för arbete och frihet                                    |
| Turkiet                       | Cumhuriyet Halk Partisi                                                     |
| Turkiet                       | Republikanska folkpartiet                                                   |
| Ungern                        | Ungerns socialistiska parti                                                 |
| Uruguay                       | Partido Socialista del Uruguay                                              |
| USA                           | Demokratiska partiet                                                        |
| Storbritannien                | Labour                                                                      |
| Vitryssland                   | Nadseja                                                                     |
| Västsahara                    | Front Polisario                                                             |
| Centralafrikanska republiken  | Mouvement pour la Libération du Peuple Centrafricain                        |
| Internationell                | Socialist International Women (SIW)                                         |
| Internationell                | International Union of Socialist Youth (IUSY)                               |
| EU                            | Gruppen Progressiva förbundet av socialdemokrater i Europaparlamentet (S&D) |
| EU                            | Europeiska socialdemokratiska partiet (PES)                                 |
| EU                            | Unga europeiska socialdemokrater (YES)                                      |
| Internationell                | Internationella fackliga samorganisationen (ITUC)                           |
| International                 | Trade Union Advisory Committee to the OECD (TUAC)                           |
| Tyskland                      | Friedrich Ebert-stiftelsen (FES)                                            |
| Internationell                | Olof Palmes internationella center (OPIC)                                   |

## Ytterligare medlemmar i internationella institutioner och organisationer
- Europaparlamentets: Gruppen Progressiva förbundet av socialdemokrater i Europaparlamentet (S&D)
- Foundation for European Progressive Studies (FEPS): part-anslutna Grund av Europeiska socialdemokratiska partiet
- Internationella Fackliga Samorganisationen (IFS)
- International Union of Socialist Youth (IUSY): Socialist youth International
- Socialistiska Internationella Kvinnor (SIW): Internationella Socialistiska kvinnor
- Young European Socialists (YES): unga Europeiska socialdemokraterna

## Kontroverser
Den brittisk-tyske journalisten Alan Posener skrev i början av maj 2013 att framväxten av nya nätverk är en växande konflikt mellan de mer liberala, västerländska socialdemokraterna och de tidigare befrielserörelserna i tredje världen som under sken av antiimperialism har blivit nationalistiska, antidemokratiska, antiliberala och antifeministiska. Han menar att den europeiska vänstern under lång tid hade en naiv solidaritet med före detta antikoloniala rörelser och att de därmed blundat för dessa avvikelser.
Socialistinternationalens ordförande Giorgos Papandreou och generalsekreterare Luis Ayala kallade kritiken i ett öppet brev för "karaktärsmord" och "falska anklagelser", samt att det var olyckligt "att ledningen för våra tyska medlemmar vill splittra den globala rörelsen av progressiva krafter"